# Blandings Castle
Blandings Castle ist ein fiktiver Landsitz in den Erzählungen des britisch-amerikanischen Schriftstellers P. G. Wodehouse.
Als Hauptwohnsitz des verschusselten Lord Emsworth in der englischen Grafschaft Shropshire spielt Blandings Castle in insgesamt elf Romanen und neun Kurzgeschichten, die P. G. Wodehouse zwischen 1915 und 1975 schrieb, eine Rolle. P. G. Wodehouse hat 1969, als der erste auf Blandings Castle spielende Roman neu aufgelegt wurde, für diese Erzählungen den Überbegriff Blandings Castle-Saga gebildet. Evelyn Waugh, der sich zu den Wodehouse-Fans zählt, nannte den Garten um Blandings Castle in einer später auch als Essay veröffentlichten Radiosendung „den Garten, aus dem wir alle vertrieben sind“. Die Figuren von Wodehouse würden wütend, betränken sich, kidnappten, schmuggelten und erpressten, aber sie täten es immer ohne wahre Brutalität in einer Fantasiewelt von unverdorben paradiesischer Unschuld. Die Anlagen des Schlosses sollen von Weston Court inspiriert sein, die Infrastruktur von Sudeley Castle (beide in den Cotswolds), und einige Merkmale von Corsham Court in Wiltshire.

## Wesentliche Bewohner von Blandings Castle

### Mitglieder der Familie Threepwood
Schlossherr auf Blandings Castle ist der knapp 60 Jahre alte, sehr zerstreute Clarence Threepwood, 9th Earl of Emsworth, der von seinem Umfeld gewöhnlich als Lord Emsworth bezeichnet wird. In seiner Verschrobenheit ist Essen, Schlafen und das Träumen von Schweinen, von denen die Kaiserin von Blandings sein Lieblingsschwein ist, seine Hauptbeschäftigung. Nach der Einschätzung seines einzigen Bruders liegt der I. Q. von Lord Emsworth ungefähr dreißig Punkte unter dem einer schwach begabten Kaulquappe, Lord Emsworth geht es gut auf Blandings Castle:

„Er erfreute sich bester Gesundheit..., eines großen Einkommens und eines erstklassigen ererbten Besitzes mit Kieswegen in einer idyllischen Parklandschaft und mit allem modernen Komfort....“

Sein Lebensglück wird durcheinander gebracht durch seine zahlreichen Verwandten, die sich regelmäßig für längere Zeit auf Blandings Castle niederlassen. Sein jüngerer Bruder, der lebenslustige Ehrenwerte Galahad Threepwood, lebt regelmäßig auf Blandings Castle, wenn er sich von seinen Londoner Erlebnissen erholen muss. Wenn er von seinem fröhlichen Leben in London genug hat, kehrt er zu Besuch nach Blandings Castle zurück. Er erscheint dann mit einer Miene eines „leutseligen Monarchen, der munter in seinem Königreich herumspaziert, nachdem er sich jahrelang in fernen Ländern mit den Heiden herumgeschlagen hat“. Allerdings erwartet ihn dort nicht nur Freude. Neben ihm weilen auf Blandings Castle auch regelmäßig seine Schwestern, die Galahad allesamt für das schwarze Schaf der Familie halten. Besonders kritisch steht ihm Lady Constance Keeble gegenüber, die während ihrer Witwenschaft auf Blandings Castle häufig die Rolle der Schlossherrin einnimmt und manchmal davon träumt, wie schön ihr Leben wäre, wäre Galahad nicht als Kind vom Gärtner vorm Ertrinken gerettet worden.
Lord Emsworths ältester Sohn Lord Bosham verbringt die meiste Zeit außerhalb von Blandings Castle – eine entsprechend geringe Rolle spielt er in den Romane. Einen größeren Auftritt hat er unter anderem in Onkels Erwachen, wo er an der Seite von Lady Constance ein vermeintliches Hochstapler-Trio zur Strecke zu bringen versucht. Ganz anders der jüngere Sohn von Lord Emsworth:

„Anders als der männliche Dorsch, der alljährlich Vater von drei Millionen Fünfhunderttausend kleinen Dorschen werden und sie alle gleich lieben kann, bringen es britische Aristokraten fertig, ihre jüngeren Söhne mit scheelem Blick anzusehen. Und Freddie Threepwood war einer jener jungen Söhne, die einen solchen Blick geradezu herausforderten. Dem Familienoberhaupt schien es, als hätte er diesen Nachkommen nur zu seinem steten Verdruss gezeugt. Wenn er ihn allein in London leben ließ, häufte dieser Nichtsnutz in Nu einen Schuldenberg an, und wenn er ihn nach Schloss Blandings zurückholte, lungerte er untätig auf dem Anwesen herum und blies Trübsal. Ähnlich unterhaltsam muss Prinz Hamlet für seinen Stiefvater in Helsingör gewesen sein.“

Eine für Lord Emsworth sehr überraschende Heirat mit der Tochter eines US-amerikanischen Hundekuchen-Fabrikanten sorgt dafür, dass Fred den größten Teil seiner Zeit im Ausland verbringt. Jede Rückkehr Freddies nach Großbritannien sorgt bei Lord Emsworth unmittelbar Besorgnis aus, sein jüngster Sohn würde wieder nach Blandings Castle zurückkehren.
Für Lord Emsworth zahlreichen Nichten und Neffen ist Blandings Castle regelmäßig der Ort, wo sie zu Vernunft kommen sollen, wenn sie erwägen, den Bund fürs Leben mit einem vollkommen unpassenden Partner zu schließen.

### Angestellte und Dienstboten
Butler von Blandings Castle ist Sebastian Beach, dessen äußere Erscheinung befürchten lässt, dass er unmittelbar davor steht, einen Schlaganfall zu erleiden. Seine Stimme vergleicht P. G. Wodehouse mit der von Tawny Portwein, der hörbar geworden ist. Neben dem Butler Beach sind auf Blandings Castle Mrs. Twemlow als Haushälterin, der zweite Butler Meridew sowie die Diener James und Alfred beschäftigt. Daneben weist Blandings Castle die zahlreichen Dienstboten auf, die einen sehr wohlhabenden edwardischen Haushalt kennzeichneten: Küchenmädchen, Wäscherinnen, Dienstmädchen, Hausmädchen, Chauffeur, Schuhputzjunge und Stallburschen. Die weitläufigen Gartenanlagen bedürfen der Betreuung durch eine Vielzahl von Gärtnern – ihnen voran steht der schottische Chefgärtner Angus McAllister, der so durchsetzungsfähig ist, dass sich der sanftmütige Lord Emsworth vor ihm fürchtet.
Wegen der großen Bedeutung, die das Berkshire-Schwein Kaiserin von Blandings im Leben von Lord Emsworth innehat, haben auch die Schweinehüter eine gewichtige Rolle auf Blandings Castle. Der schielende George Cyril Wellbeloved ist der erste, dem die Betreuung der Kaiserin von Blandings anvertraut wird und dessen Inhaftierung sogar zur Folge hat, dass das Schwein das Fressen einstellt. Ihm fehlt jedoch jegliche Loyalität zu seinem Arbeitgeber und er wird Schweinehüter bei Sir Gregory Parsloe-Parsloe, Lord Emsworth Nachbarn und steten Rivalen um die Medaillen auf der Landwirtschaftsausstellung. Zu den weiteren Betreuerin der Kaiserin gehört Edwin Pott, ein älterer, gnomhafter Mann, dessen Geruch nach Schwein so intensiv ist, dass er bereits aus der Ferne wahrgenommen wird und dessen Sprache nahezu unverständlich ist. Seine Frage „Was machen Sie da?“ ist nur als unverständliches „Wah mahni na?“ zu vernehmen. Auf Intrigen von Lady Constance ist es zurückzuführen, dass das Schwein dann schließlich einer Frau anvertraut wird. Monica Simmons bezeichnet das ihr anvertraute kostbare Tier allerdings respektlos als Marzipanschweinchen bezeichnet. und stellt sich auch noch als Nichte von Sir Gregory Parsloe-Parsloe heraus. In Reichtum schützt vor Liebe nicht, einem der letzten Romane der Blandings Castle-Saga, brennt sie schließlich mit einem der Neffen von Lord Emsworth durch.
Nicht zuletzt auf Drängen seiner Schwester Lady Constance beschäftigt Lord Emsworth immer wieder Sekretäre, die ihm helfen sollen, seinen Pflichten nachzukommen. Unter ihnen ragt insbesondere Rupert Baxter hervor: Lady Constance hält ihn für einen äußerst effizienten und gescheiten jungen Mann und den besten Sekretär, den Lord Emsworth jemals beschäftigte. Sie verlässt sich auf seine Unterstützung, wenn sie sich vor unlösbare Aufgaben gestellt sieht. Das führt dazu, dass Rupert Baxter auf Blandings Castle auftaucht auch lange nachdem er dort seinen Dienst aufgegeben hat. Lord Emsworth hingegen ist der Ansicht, dass der Geisteszustand von Rupert Baxter unter seiner Arbeitslast erheblich gelitten hat: Baxter hat nicht nur mit Tontöpfen nach Fenstern geworfen, sich unter Betten versteckt, sondern gab sogar Anlass zur Vermutung, dass ein amoklaufender Baxter Gäste und Familienmitglieder bedrohte. Nachfolger auf dem Posten des Sekretärs sind Ronald Psmith und später Hugo Carmody, der seine Stellung auch nutzt, um erfolgreich um eine von Lord Emsworths Nichten zu werben.

### Besucher
Blandings Castle beherbergt immer wieder eine Vielzahl von Gästen: Die zahlreichen Familienmitglieder beherbergen auf dem Schloss regelmäßig Teile ihres umfangreichen Freundeskreises oder laden eines der weitläufigeren Familienmitglieder ein. So sind zeitweise Bewohner des Schlosses der leicht erzürnter Alaric, Duke of Dunstable, der in Zornesausbrüchen durchaus auch mal das Mobiliar zerschlägt, der aber von Lady Constance trotzdem in dem vornehmsten Gästezimmer, der „Garden Suite“ untergebracht wird. Zu Gast ist auch der führende Nervenarzt, Sir Roderick Glossop, der gleichzeitig auch die Verbindung zu P. G. Wodehouse anderer großen Romanfolge darstellt: Sein ärztlicher Rat wird auch in den Wodehouse-Romanen um Bertie Wooster und seinem Kammerdiener Jeeves nachgesucht. Ein gern gesehener Gast ist auch der lebenslustige Fifth Earl of Ickenham, den viele einfach nur als Onkel Fred bezeichnen.
Ungezählt sind die Besucher, die sich auf Blandings Castle unter Vortäuschung einer falschen Identität einfinden – selten geschieht dies aus finsterer Absicht, häufig ist Liebe der Grund: So gibt sich in Sommerliches Schlossgewitter die Revuetänzerin Sue Brown auf Blandings Castle als die Millionärstochter Myra Schoonmaker aus, um ihrem Verlobten Ronnie Fish, einem der zahlreichen Neffen von Lord Emsworth, nahe sein zu können. Maudie Stubbs dagegen wird als Privatdetektivin von Galahad Threepwood angeheuert und als vorgebliche Freundin des Schwiegervaters von Freddie Threepwood nach Blandings Castle geholt. Maudie Stubbs charakterisiert sich auch durch vieles, was man als „Nur für Erwachsene“ und stürzt sogar Lord Emsworth in amoröuse Verwicklungen. Sie heiratet schließlich jedoch Lord Emsworths (vermeintlichen) Gegenspieler Sir Gregory Parsloe-Parsloe und wird so zur Lady Parsloe, die in Matchingham, dem Landsitz in der Nachbarschaft von Blandings Castle residiert.

## Romane mit Blandings Castle als Handlungsort
- Something Fresh (1915); deutscher Titel: In alter Frische
- Leave It to Psmith (1923); deutscher Titel Psmith macht alles; Ein Lord in Nöten
- Summer Lightning (1929); deutscher Titel: Sommerliches Schlossgewitter
- Heavy Weather (1933); deutscher Titel: Seine Lordschaft und das Schwein (übersetzt von Christiane Trabant-Rommel); Sein und Schwein
- Uncle Fred in the Springtime; deutscher Titel: Schloss Blandings im Sturm der Gefühle
  - Neu aufgelegt: Onkels Erwachen, neu übersetzt von Thomas Schlachter, Edition Epoca, Zürich 2010, ISBN 978-3-905513-53-0
- Full Moon; deutscher Titel: Vollmond über Blandings Castle
- Pigs Have Wings (1952); deutscher Titel: Schwein oder Nichtschwein
- Service with a Smile (1961); deutscher Titel: Stets zu Diensten
- Galahad at Blandings (1965); deutscher Titel: Reichtum schützt vor Liebe nicht
- A Pelican at Blandings (1969); deutscher Titel: Ein Pelikan im Schloss
- Sunset at Blandings

## Kurzgeschichten mit Blandings Castle als Handlungsort
- Blandings Castle and Elsewhere (1935); deutscher Titel Herr auf Schloss Blandings (Kurzgeschichtensammlung)
  - The Custody of the Pumpkin, deutscher Titel Der Kürbis
  - Lord Emsworth Acts for the Best, deutscher Titel: Lord Emsworth vermittelt
  - Pig-hoo-o-o-o-ey, deutscher Titel: Schweinchen, ko-o-o-om
  - Company for Gertrude, deutscher Titel: Ein Mann für Gertrude
  - The Go-getter, deutscher Titel: Hundekuchen
  - Lord Emsworth and the Girl Friend, deutscher Titel: Lord Emsworth und das Mädchen.

## Einzelbelege
1. ↑   P. G. Wodehouse: Vorwort zur 1969 erschienenen Wiederauflage von  Something Fresh.  Wörtlich schreibt P. G. Wodehouse: „Something Fresh was the first of what I might call – in fact, I will call – the Blandings Castle Saga.“
2. ↑   Donat Gallagher (Hrsg.):  The Essays, Articles and Reviews of Evelyn Waugh, Essay: "An Act of Homage and Reparation", Methuen Publishing, 1983.
3. ↑  Evelyn Waugh, The Sunday Times Magazine. 16. Juli 1961
4. ↑  Robert McCrum: Will PG Wodehouse's Blandings work on TV? In: The Guardian. 12. Januar 2013, abgerufen am 15. März 2018 (englisch).
5. ↑   P. G. Wodehouse: Schwein oder Nichtschwein, S. 83.
6. ↑   P. G. Wodehouse: Vollmond über Blandings Castle, S. 110.
7. ↑   P. G. Wodehouse: Schwein oder Nichtschwein. S. 6
8. ↑   P. G. Wodehouse: Vollmond über Blandings Castle, S. 117.
9. ↑   P. G. Wodehouse. Schwein oder Nichtschwein, S. 153.
10. ↑   P. G. Wodehouse: Der Kürbis in Herr auf Schloss Blandings, S. 8. Übersetzt von Annemarie Arnold-Kubina.
11. ↑   P. G. Wodehouse: In alter Frische.
12. ↑   P. G. Wodehouse: Pig-hoo-o-o-o-ey. (1927), Kurzgeschichte. In Buchform in Blandings Castle and Elsewhere, 1935, erschienen. Deutscher Titel Herr auf Schloß Blandings.
13. ↑  P. G. Wodehouse: Vollmond über Blandings Castle, S. 194.
14. ↑  P. G. Wodehouse: Vollmond über Blandings Castle. S. 192
15. ↑  P. G. Wodehouse: Schwein oder Nichtschwein, S. 12.
16. ↑   P. G. Wodehouse: Sommerliches Schlossgewitter.
17. ↑   P. G. Wodehouse: Ein Lord in Nöten.
18. ↑   P. G. Wodehouse: Sommerliches Schlossgewitter.
19. ↑   P. G. Wodehouse: Onkels Erwachen.
20. ↑   P. G. Wodehouse: Bertie in wilder Erwartung .
21. ↑   P. G. Wodehouse: Schwein oder Nichtschwein, S. 75.